# Xiacheng
För andra betydelser, se Xiacheng (olika betydelser).
Xiacheng är ett stadsdistrikt i den kinesiska provinsen Zhejiang, och är ett av åtta stadsdistrikt i Hangzhous stad på prefekturnivå. Befolkningen uppgick till 412 406 invånare vid folkräkningen år 2000.

## Administrativ indelning
Distriktet var år 2000 indelat i sex gatuområden (jiedao), som utgör en del av Hangzhous centralort, samt en köping (zhen).
Gatuområden:
- Changqing, Chaoming, Genshan, Tianshui, Wulin, Zhaohui

Köping:
- Shiqiao

Shiqiao är distriktets enda ort utanför Hangzhous centralort, och hade 134 490 invånare år 2000.